# Шуньцин
Шуньци́н (кит. упр. 顺庆, пиньинь Shùnqìng) — район городского подчинения городского округа Наньчун провинции Сычуань (КНР).

## История
При империи Западная Хань здесь был образован уезд Аньхань (安汉县). При узурпаторе Ван Мане в 8 году уезд был переименован в Аньсинь (安新县), при империи Восточная Хань в 25 году уезду было возвращено название Аньхань. При империи Суй в 598 году уезд был переименован в Наньчун (南充县).
При империи Тан в 621 году был учреждён округ Гочжоу (果州), в подчинение которому попал и уезд Наньчун. В связи с тем, что южносунский император Ли-цзун начинал свою чиновничью карьеру с должности управляющего округом Гочжоу, после своего восшествия на престол он в 1227 году поднял округ в статусе до управы и переименовал из Го в Шуньцин. Так появилась Шуньцинская управа (顺庆府). Управа пережила несколько династий, и была ликвидирована лишь в 1913 году после образования Китайской республики.
В 1950 году урбанизированная часть уезда Наньчун была выделена в отельный город Наньчун; и город, и уезд вошли в состав созданного тогда же Специального района Наньчун (南充专区). В 1970 году Специальный район Наньчун был переименован в Округ Наньчун (南充地区).
В 1993 году постановлением Госсовета КНР округ Наньчун был преобразован в городской округ Наньчун. Город Наньчун и уезд Наньчун были расформированы, а на их территории образованы районы Шуньцин, Гаопин и Цзялин.

## Административное деление
Район Шуньцин делится на 11 уличных комитетов, 9 посёлков и 9 волостей.